# ترون
ترون (انگلیسی: Tron) فیلمی در ژانر اکشن و علمی–تخیلی به کارگردانی استیون لیزبرگر است که در سال ۱۹۸۲ منتشر شد.

## بازیگران
- جف بریجز
- دیوید وارنر
- سیندی مورگن
- برنارد هاگز
- جکسون باستویک
- مایکل دادیکوف
- تد وایت
- جری مارن